# Cheriton
Cheriton és una població dels Estats Units a l'estat de Virgínia. Segons el cens del 2000 tenia 499 habitants.

## Demografia
Segons el cens del 2000, Cheriton tenia 499 habitants, 219 habitatges, i 134 famílies. La densitat de població era de 187,1 habitants per km².
Dels 219 habitatges en un 22,4% hi vivien nens de menys de 18 anys, en un 45,7% hi vivien parelles casades, en un 11,9% dones solteres, i en un 38,4% no eren unitats familiars. En el 36,1% dels habitatges hi vivien persones soles el 21% de les quals corresponia a persones de 65 anys o més que vivien soles. El nombre mitjà de persones vivint en cada habitatge era de 2,28 i el nombre mitjà de persones que vivien en cada família era de 2,9.
Per edats la població es repartia de la següent manera: un 21,8% tenia menys de 18 anys, un 4,6% entre 18 i 24, un 24,6% entre 25 i 44, un 25,3% de 45 a 60 i un 23,6% 65 anys o més.
L'edat mediana era de 44 anys. Per cada 100 dones de 18 o més anys hi havia 83,1 homes.
La renda mediana per habitatge era de 26.429 $ i la renda mediana per família de 39.028 $. Els homes tenien una renda mediana de 22.222 $ mentre que les dones 16.818 $. La renda per capita de la població era de 14.238 $. Entorn del 7,8% de les famílies i l'11,9% de la població estaven per davall del llindar de pobresa.